# Alice Winocour
Alice Winocour, née le 13 janvier 1976 à Paris, est une réalisatrice et scénariste française.
Elle est notamment reconnue pour les films Augustine, Maryland, Proxima et Revoir Paris.

## Biographie

### Formation et débuts
Après des études de droit, avec une maîtrise en droit pénal,, Alice Winocour intègre le département scénario de La Fémis, dont elle sort diplômée en 2002. Elle commence sa carrière en tant que scénariste, avant de se tourner vers la réalisation avec plusieurs courts métrages. Son premier film, Kitchen, est sélectionné au Festival de Cannes 2005, où il reçoit le prix Gras Savoye du court métrage.
Avant de réaliser son premier long métrage, Alice Winocour collabore à l'écriture de Home d'Ursula Meier, présenté à la Semaine de la critique du Festival de Cannes en 2008, puis coécrit Ordinary people de Vladimir Perišić, également sélectionné à la Semaine de la critique en 2009.

### Premiers longs métrages (2012–2015)
Son premier long métrage, Augustine, inspiré de la relation entre le professeur Jean-Martin Charcot et sa patiente Augustine, est présenté à la Semaine de la critique lors du Festival de Cannes 2012.
En 2014, Alice Winocour coécrit le scénario du film Mustang avec la réalisatrice Deniz Gamze Ergüven. Le film est sélectionné à la Quinzaine des réalisateurs lors du Festival de Cannes 2015 et représente la France dans la course à l'Oscar du meilleur film international. Le scénario, écrit à quatre mains, est notamment nourri par les apports d'Alice Winocour sur les scènes se déroulant en France. Le film remporte le César du meilleur scénario original en 2016. Le scénario est cosigné par Winocour, notamment sur les scènes se déroulant en France.
La même année, elle réalise son deuxième long métrage, Maryland, avec Diane Kruger et Matthias Schoenaerts. Le film est présenté dans la sélection Un certain regard au Festival de Cannes 2015, il a ensuite été projeté au Festival international du film de Toronto (TIFF), dans le cadre des séances de Gala. 

### Reconnaissance internationale (2016–2020)
En 2016, Alice Winocour rejoint l'Academy of Motion Picture Arts and Sciences (AMPAS).
Elle est membre du jury de la Semaine de la critique lors du Festival de Cannes 2016, puis du jury de la compétition internationale du Festival du cinéma américain de Deauville en 2017.
En 2018, elle participe à l'écriture de Mignonnes de Maïmouna Doucouré, qui remporte le prix du scénario au Festival du film de Sundance.
En 2019, elle réalise son troisième long métrage, Proxima, avec Eva Green et Matt Dillon. Le film est présenté au Festival international du film de Toronto (TIFF), où il reçoit une mention spéciale du jury, ainsi qu'au Festival international du film de Saint-Sébastien où il obtient le prix spécial du jury. Eva Green est nommée au César de la meilleure actrice pour son rôle en 2020.

### Années récentes (depuis 2021)
En 2021, Alice Winocour réalise Revoir Paris, avec Virginie Efira et Benoît Magimel. Le film est présenté à la Quinzaine des cinéastes, lors du Festival de Cannes 2022, puis au Festival international du film de Toronto 2022 (TIFF) la même année. Il est présélectionné pour représenter la France aux Oscars. Pour ce rôle, Virginie Efira reçoit le César de la meilleure actrice en 2023, ainsi que le Magritte de la meilleure actrice.
Elle coécrit également le film Lost Country de Vladimir Perišić, sélectionné à la Semaine de la critique lors du Festival de Cannes 2023. Lors de cette même édition, elle est membre du jury Un certain regard, présidé par John C. Reilly.
En avril 2024, elle participe à une rencontre publique avec James Cameron lors d'une masterclass à la Cinémathèque française. La discussion, centrée sur la représentation des femmes dans la science-fiction, revient sur les influences croisées de leurs parcours respectifs,.
Elle réalise en 2024 le film Sound of Neuron, en collaboration avec le professeur Karine Karachi et l'acteur Vincent Lindon, tourné à l'Institut du cerveau.

### Influences
Alice Winocour cite parmi ses influences le cinéma de David Cronenberg et d'Alfred Hitchcock, qu'elle considère comme déterminants dans son parcours de cinéaste.
Un thème récurrent de son travail est la représentation du corps et du traumatisme. Dans un entretien accordé à Télérama, elle déclare : "L'idée du corps devenu incontrôlable me fascine". Cette thématique apparaît de manière récurrente dans ses films, notamment à travers des personnages confrontés à des expériences physiques ou psychologiques extrêmes.

### Engagement
Alice Winocour est membre du Collectif 50/50, qui milite pour l'égalité entre les femmes et les hommes ainsi que pour la diversité dans le cinéma et l'audiovisuel français,.

## Filmographie

### Réalisatrice

#### Longs métrages
- 2012 : Augustine
- 2015 : Maryland
- 2019 : Proxima
- 2022 : Revoir Paris
- 2025 : Coutures[20]

#### Courts métrages
- 2005 : Kitchen
- 2006 : Magic Paris
- 2008 : Pina Colada

### Scénariste

#### Longs métrages
- 2008 : Home d'Ursula Meier (collaboration)
- 2009 : Ordinary People de Vladimir Perišić
- 2011 : The Island de Kamen Kalev (collaboration)
- 2015 : Mustang de Deniz Gamze Ergüven
- 2018 : La Vallée de Jean-Stéphane Bron, pour la mini-série Ondes de choc
- 2018 : Mignonnes de Maimouna Doucouré (collaboration)
- 2023 : Lost Country de Vladimir Perišić

#### Courts métrages
- 2003 : Orphée de Kamen Kalev

## Distinctions

### PourAugustine(2012)
- Lauréat de la Fondation Gan pour le cinéma en 2011[21].

### PourRevoir Paris(2022)
- Sélection Quinzaine des réalisateurs du festival de Cannes 2022[22].
- Prix Alice-Guy 2023 de la meilleure réalisatrice[23].

## Décoration
- 2013 : Chevalier des arts et des lettres[24].